# Toro (Nigeria)
Pour les articles homonymes, voir Toro.
Toro est une zone de gouvernement local de l'État de Bauchi au Nigeria.

## Royaume
(à ne pas confondre avec le Toro, royaume traditionnel ougandais)
Le royaume est traditionnel et héréditaire. L'actuel souverain est Umar Adamu Waziri.

## Source
- (en) Cet article est partiellement ou en totalité issu de l’article de Wikipédia en anglais intitulé « Toro, Nigeria » (voir la liste des auteurs).